# Castelo Rondolino
O Castelo Rondolino (em italiano:  Castello Rondolino) é um castelo localizado em Cavaglià na Itália.

## História
O castelo é o resultado de uma reconstrução em estilo neomedieval realizada no final do século XIX a pedido da família Rondolino.

## Descrição
O edifício é composto por três partes: uma estrutura central de base quadrangular, uma torre e uma construção separada, mas conectada à parte principal, que lembra um pátio rural. A seção central e a torre são caracterizadas por ameias.